# Witheringia crassifolia
Witheringia crassifolia là loài thực vật có hoa trong họ Cà. Loài này được (Lam.) Dunal miêu tả khoa học đầu tiên năm 1813.